# Gehoornde slijmvis
De gehoornde slijmvis (Parablennius gattorugine) is een straalvinnige vis uit de familie van de naakte slijmvissen (Blenniidae) en behoort tot de orde van baarsachtigen (Perciformes). De volwassen vis is gemiddeld 17,5 cm en kan een lengte bereiken van 30 cm. De rugvin heeft 13 tot 14 stekels en 17 tot 20 vinstralen, de aarsvin 2 stekels en 19 tot 23 vinstralen.

## Leefomgeving
De gehoornde slijmvis is een zoutwatervis, die leeft aan rotsige kusten in het oosten van de Atlantische Oceaan en in de Middellandse Zee. Deze vis komt vooral voor aan de kusten van Spanje en Portugal en aan de noord-, west- en zuidkust van Groot-Brittannië op een diepte van 3 tot 30 m onder het wateroppervlak. De vis komt ook voor in de Noordzee, bijvoorbeeld aan de oostkust van Groot-Brittannië (Norfolk) maar is uiterst zeldzaam aan de kust van de Lage Landen.

## Relatie tot de mens
De gehoornde slijmvis is voor de beroepsvisserij van beperkt belang. Volgens sportduikers is het een nieuwsgierig visje. In april 2003 werden foto's van de gehoornde slijmvis door de stichting ANEMOON gepubliceerd van sportduikers in de Oosterschelde.